# Лайм-Лейк (тауншип, Миннесота)
Лайм-Лейк (англ. Lime Lake) — тауншип в округе Марри, Миннесота, США. На 2000 год его население составило 225 человек.

## География
По данным Бюро переписи населения США площадь тауншипа составляет 90,4 км², из которых 89,3 км² занимает суша, а 1,2 км² — вода (1,29 %).

## Демография
По данным переписи населения 2000 года здесь находились 225 человек, 85 домохозяйств и 61 семья.  Плотность населения —  2,5 чел./км².  На территории тауншипа расположена 91 постройка со средней плотностью 1,0 построек на один квадратный километр. Расовый состав населения: 96,44 % белых, 0,44 % азиатов и 3,11 % приходится на две или более других рас. Испанцы или латиноамериканцы любой расы составляли 0,44 % от популяции тауншипа.
Из 85 домохозяйств в 42,4 % воспитывались дети до 18 лет, в 63,5 % проживали супружеские пары, в 4,7 % проживали незамужние женщины и в 28,2 % домохозяйств проживали несемейные люди. 24,7 % домохозяйств состояли из одного человека, при том 11,8 % из — одиноких пожилых людей старше 65 лет. Средний размер домохозяйства — 2,65, а семьи — 3,18 человека.
32,0 % населения — младше 18 лет, 2,2 % — в возрасте от 18 до 24 лет, 33,8 % — от 25 до 44, 18,7 % — от 45 до 64, и 13,3 % — старше 65 лет. Средний возраст — 38 лет. На каждые 100 женщин приходилось 122,8 мужчин.  На каждые 100 женщин старше 18 приходилось 121,7 мужчин.
Средний годовой доход домохозяйства составлял 37 500 долларов, а средний годовой доход семьи —  41 563 доллара. Средний доход мужчин —  27 500  долларов, в то время как у женщин — 20 625. Доход на душу населения составил 14 354 доллара. За чертой бедности находились 3,8 % семей и 7,8 % всего населения тауншипа, из которых 5,7 % младше 18 и 10,7 % старше 65 лет.